# Paraphrynus viridiceps
Paraphrynus viridiceps är en spindeldjursart som först beskrevs av Pocock 1894.  Paraphrynus viridiceps ingår i släktet Paraphrynus och familjen Phrynidae. Inga underarter finns listade i Catalogue of Life.